# Helen Zille

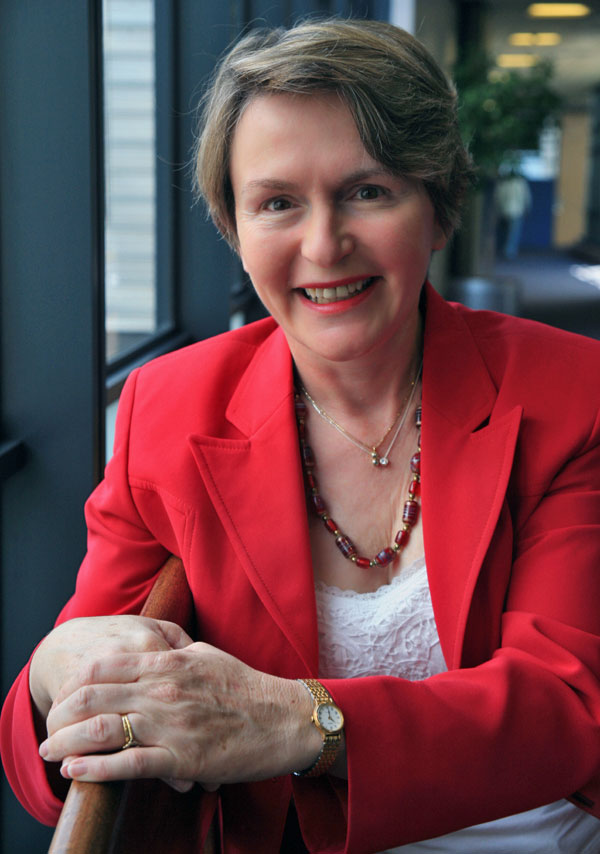
Helen Zille - two

Otta Helene Maree (nhũ danh Zille /ˈzɪlə/; sinh ngày 09 Tháng Ba năm 1951), được gọi là Helen Zille, là một chính trị gia người Nam Phi về hưu. Từ năm 2009 đến 2019, bà là Thủ tướng của tỉnh Western Cape trong hai nhiệm kỳ năm năm, và là thành viên của Quốc hội tỉnh Western Cape. Bà từng là lãnh đạo của Liên minh Dân chủ, đảng đối lập chính thức của đất nước, từ năm 2007 đến 2015 và là Thị trưởng của Cape Town từ năm 2006 đến 2009.
Helen Zille là một cựu nhà báo và nhà hoạt động chống phân biệt chủng tộc  và là một trong những nhà báo đã vạch trần sự che đậy xung quanh cái chết của thủ lĩnh Ý thức đen Steve Biko khi làm việc cho Rand Daily Mail vào cuối Những năm 1970. Helen Zille cũng làm việc với Black Sash và các nhóm dân chủ khác trong những năm 1980. Trong lĩnh vực chính trị, Zille đã phục vụ trong cả ba cấp chính phủ, với tư cách là giáo dục của Western Cape MEC (1999-2001), với tư cách là một thành viên của Nghị viện (2004-2006), với tư cách là Thị trưởng của Cape Town (2006-2009) và là Thủ tướng của Mũi phương Tây (2009-2019).
Zille đã được chọn làm World Mayor of the Year năm 2008. Cô cũng được chọn làm newsmaker of the Year 2006 do Câu lạc bộ Báo chí Quốc gia bầu chọn vào tháng năm 2007. Zille nói được tiếng Anh, Afrikaans, Xhosa, và Đức.